# Gideälven
Gideälven je řeka ve Švédsku (Västernorrland). Celková délka toku činí 225 km. Povodí má 3441,8 km².

## Průběh toku
Odtéká z jezera Transjon. Řeka překonává 10 vodopádů, z nichž nejvyšší dosahuje výšky 25 m. Ústí do Botnického zálivu Baltského moře.

## Využití
Využívá se k zisku vodní energie a k plavení dřeva.